# Хубахер, Макс
Макс Хубахер (англ. Max Hubacher) — швейцарский актёр. Известен благодаря ролям в фильмах «Капитан», «Небеса подождут».

## Биография
Макс Хубахер родился 1 октября 1993 в Швейцарии в городе Берне.
В детстве играл в детском театре в Берне. Изучал актёрское мастерство в Лейпцигской высшей школе музыки и театра.
Актёрский дебют состоялся в 2010 году в фильме «Пиратская станция», где он сыграл мальчика, больного раком. В 2011 году Макс Хубахер получает главную роль в фильме «Приёмыши».
В 2017 году снимается в фильме «Капитан»

## Фильмография[1]
| Год         | Русское название            | Оригинальное название             | Роль                     |
| ----------- | --------------------------- | --------------------------------- | ------------------------ |
| 2010        | «Пиратская станция»         | Stationspiraten                   | Michi                    |
| 2011        | «Приёмыши»                  | Der Verdingbub                    | Макс                     |
| 2012        | «Ночной поезд до Лиссабона» | Night Train to Lisbon             | Another Student          |
| 2014        |                             | Nocturne                          |                          |
| 2015        |                             | Der Gehörnte                      |                          |
| 2015 — 2018 | «Команда»                   | The Team                          | Bastian                  |
| 2015        |                             | Driften                           | Robert Felder            |
| 2015        | «Порядочный человек»        | Nichts passiert                   | Severin                  |
| 2017        |                             | Lasst die Alten sterben           | Kevin                    |
| 2017        | «Капитан»                   | Der Hauptmann                     | Вилли Герольд            |
| 2018        | «Полночный бегун»           | Der Läufer                        | Jonas                    |
| 2018        | «Марио»                     | Mario                             | Mario Lüthi              |
| 2020        | «Лабиринт мира»             | Frieden                           | Johann                   |
| 2020        | «Небеса подождут»           | Gott, du kannst ein Arsch sein    | Stefan «Steve» Matarella |
| 2020        | «Сон»                       | Schlaf                            | Christoph                |
| 2021        |                             | Monte Verità                      | Otto Gross               |
| 2021        |                             | Ich bin Sophie Scholl             | Hans Scholl              |
| 2022 -      |                             | ZERV — Zeit der Abrechnung        |                          |
|             |                             | Ramstein — The Pierced Heart (WT) |                          |